# Maremmana
La maremmana est une race bovine italienne. Cette race bouchère est élevée à l'état presque sauvage dans les marais de Maremme, comme la race française camargue. Elle a ainsi un lien proche avec la race équine maremmano, par le truchement des vachers locaux appelés butteri.

## Origine

### Nom
Elle est originaire de la région marécageuse de la Maremme, aux confins de la Toscane, du Latium et de la mer Tyrrhénienne. 

### Historique
Elle appartient au rameau grise des steppes. Elle est élevée dans son biotope difficile depuis des siècles, créant une profonde adaptation à sa région qu'elle est seule à pouvoir valoriser. Le livre généalogique date de 1935. 
Dans les années 1960, des croisements ont été opérés avec des chianina et charolaise pour augmenter la production de viande et la vitesse de croissance. Ce métissage a fait baisser la population. En 2002, l'effectif est stable avec 3 100 femelles et 103 mâles. 60 % des vaches reproduisent en pure race, le reste avec des taureaux « améliorateurs ». 
Grâce à ses qualités d'adaptation aux milieux chauds et humide, elle a été exportée en Amérique centrale.

## Morphologie

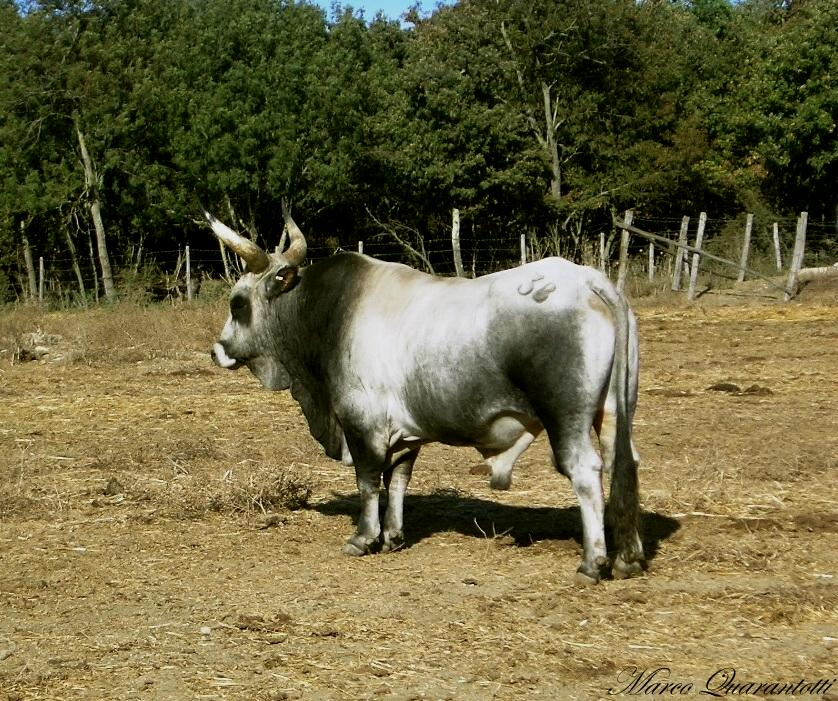
Taureau Maremmana.

Elle porte une robe grise argentée, plus pâle chez les femelles et plus sombre, dite charbonnée, chez les mâles. Les veaux naissent froment, et gardent cette couleur jusqu'à 4-6 mois. Les muqueuses sont sombre (gris ardoise). Les cornes sont longues, de 70 cm à 1 m, en demi-lune chez les taureaux et en forme de lyre chez les vaches. 
C'est un bovin de grande taille. La vache mesure 135 cm pour 550 kg et le taureau 150 cm pour 800 kg.

## Aptitudes

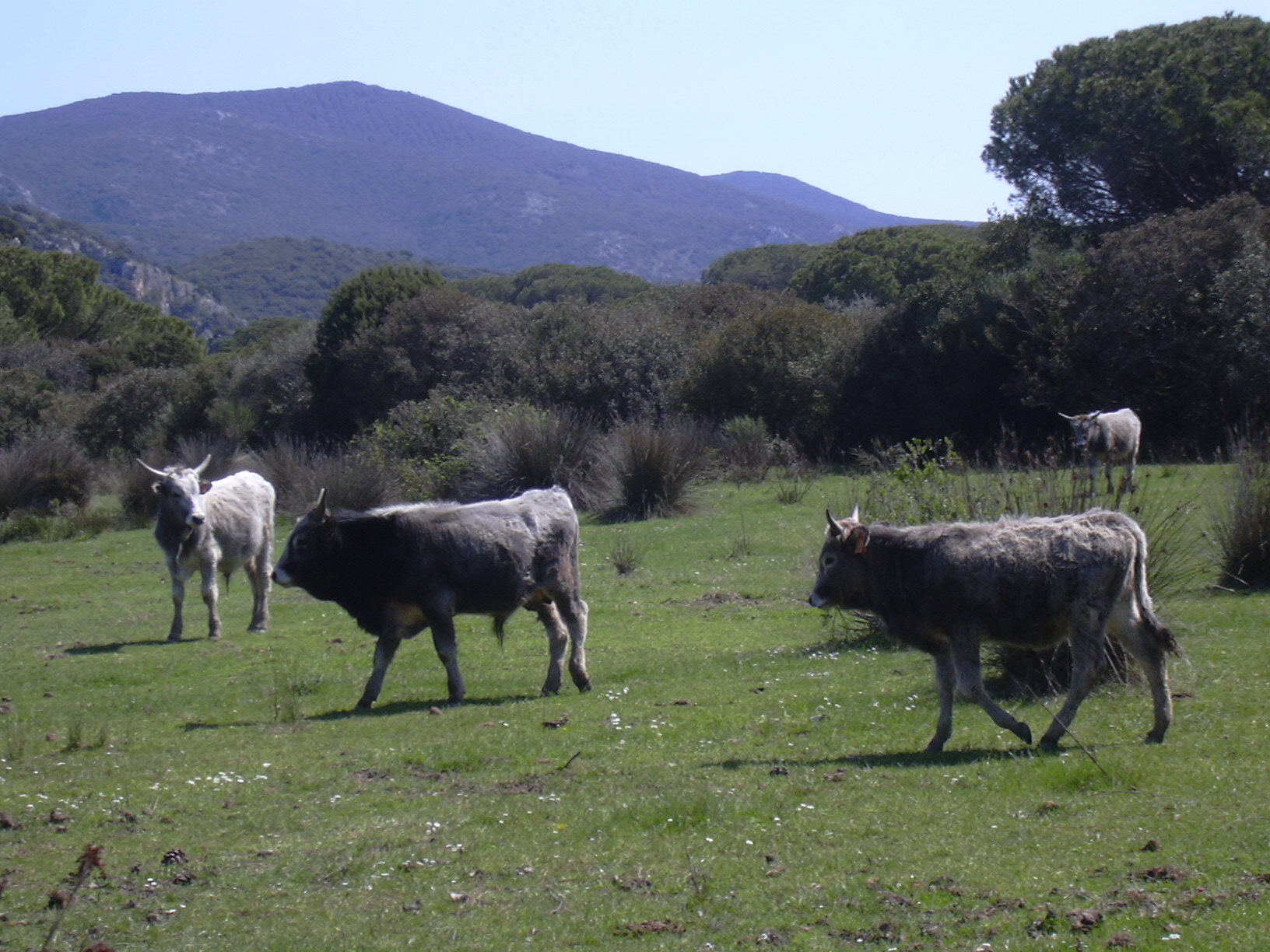
Troupeau de maremana dans leur territoire d'origine.

C'est une race classée bouchère. Elle est rustique, bien adaptée à sa région : elle a une bonne résistante aux maladies et aux intempéries et valorise bien des pâturages médiocres, notamment les roseaux des zones marécageuses. Enfin, sa bonne longévité (vaches de 14-15 ans) compense une précocité médiocre.
L'élevage naturel avec un coût de main-d'œuvre faible dans une région où elle est la seule solution de valorisation agraire lui confère une certaine rentabilité.